# Manuel Constantino
Manuel Constantino (Funchal, ? — Roma, 28 de novembro de 1614), referido na sua obra latina por Emanuel Constantinus, foi um presbítero e professor de Filosofia na La Sapienza, onde se revelou um influente humanista.

## Biografia
Nasceu na cidade do Funchal, na ilha da Madeira em data incerta.
Estudou Filosofia na Universidade de Coimbra e Teologia na Universidade de Salamanca onde obteve o grau de doutor em Teologia. 
Fixou-se em Roma onde ensinou Filosofia na La Sapienza, tendo feito a sua lição inaugural a 3 de novembro de 1588 com um discurso em latim em louvor do papa Sisto V.

## Obras publicadas
É autor das seguintes obras:

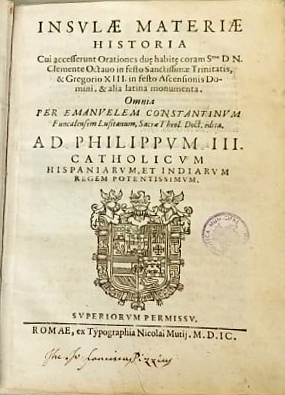
Insulae Materiae historia, Roma, 1599

- Insulae Materiae Historia, cui accessere Orationes duae habitae coram Santissimo Domino nostro Clemente VIII. in Festo Santissimae Trinitatis, et Gregorio XIII. in Festo Ascensionis Domini, et alia latina monumenta. Romae por Nicolaum Mutium, 1599.
- Oratio in funere Philippi II. Hispan. et Indiar. Regis invicti, qui ab hac vita migravit die decima tertia mensis Septembris  1598.
- Die dominica antelucano tempore. Romae apud Aloysium Zannetum, 1599.
- De profectione Summi Pontificis Clementis VIII. in  Ferrariensem Civitatem anno  1598 . Carmen. Romae 1598.
- Historia de Origine et principio atque vita omnium Regum Lusitaniae, et rebus ab illis praeclare gestis cum omnibus casibus, qui in eo Regno ad nostra usque tempora evenere, et multis aliis rebus scitu dignissimmis ad idem Regnum Lusitaniae spectantibus. Romae apud Nicolaum Mutium,  1601.
- In funere Seraphinae a Portugallia Joannis Brigantiae Ducis filiae et Catherinae Emmanuelis XIV. Lusitaniae, Algarbiorum, Africae, et Indiarum Orientalium etc. Regis ex Eduardo filio neptis, quae vitam cum morte commutavit Romae die 6. mensis Januarii 1604, hora prima noctis in aula Illustrissimi Eduardi Cardinalis Farnesii, atque ejusdem sororis Consobrinae lacrymae. Romae ex Typographia Stephani Paulini, 1604.
- Gratulatio de Summo Pontifice Santissimo Domino Paulo V. et re, et nomine Optimo Maximo multiplici carmine tum exametro, tu pentametro, et lyrico diversi generis. Romae apud haeredes. Aloysii Zanneti, 1607.
- Votum primum ad Santissimam Virginem Mariam Dei Matrem, quae religiosissime colitur in Aede Lauretana pro salute Illustrissimi Principis et Domini, atque Domini mei Scipionis Cardinalis Burghesii Santissimi D. N. Pauli V., et re, et nomine Pontificis Opt. Max. nepotis ex sorore. Romae apud Jacobum Mascardum, 1610.